# Call of Duty: Black Ops Cold War
Call of Duty: Black Ops Cold War — компьютерная игра в жанре шутера от первого лица, семнадцатая во франшизе Call of Duty и пятая основная игра в сюжетной подсерии Black Ops. Игра является прямым продолжением Call of Duty: Black Ops. Релиз игры состоялся 13 ноября 2020 на платформах PC, Xbox One, PlayStation 4, а выход на консолях нового поколения PlayStation 5, Xbox Series X запланирован позже.
Сюжет Black Ops Cold War разворачивается в начале 1980-х годов, во времена Холодной войны между СССР и США. Сюжет игры раскрывается офицером ЦРУ Расселом Адлером, который преследует Персея, предполагаемого советского шпиона, чья заявленная цель — ниспровергнуть Соединённые Штаты и склонить баланс сил в сторону Советского Союза.
В многопользовательской игре есть новые игровые режимы, более обширные настройки, а также новая динамика и элементы карты.
Игра получила положительные отзывы критиков с похвалой за увлекательную и интересную кампанию, зомби и многопользовательский режим, однако игру критиковали за короткую продолжительность кампании, малые объёмы контента в мультиплеере и дизайн карты.

## Геймплей

### Кампания
Сюжет Call of Duty: Black Ops Cold War разворачивается во время Холодной войны в начале 1980-х годов. История вдохновлена реальными событиями, а в кампании представлены такие места, как Восточный Берлин, Вьетнам, Турция и штаб-квартира советского КГБ.
Центральным персонажем кампании является настраиваемый пользователем агент с позывным Белл с опциями для разных оттенков кожи, этнического происхождения и пола, а также с разными личностными чертами, которые обеспечивают внутриигровые льготы. У кампании несколько концовок, которые зависят от выбора игрока на протяжении всей игры.

### Мультиплеер
Многопользовательская игра включает новые игровые режимы и возвращение игровых режимов, а также карты, которые подходят как для традиционного формата 6 на 6, так и для более масштабного боя 12 на 12. В игре также представлен новый игровой режим «Fireteam», который может поддерживать до 40 игроков.Система Create-a-Class из Modern Warfare возвращается с двумя основными отличиями: полевые обновления реализованы как часть экипировки классов, и у каждого класса есть выбор из четырёх возможных подстановочных знаков: Gunfighter (позволяет устанавливать на оружие 8 модулей вместо стандартных 5), Perk Greed (позволяет использовать 2 улучшения от каждого типа улучшений, всего 6 используемых), Danger Close (оборудование с двумя гранатами) или Lawbreaker (позволяет смешивать и сочетать любое оружие/улучшение любого типа в любом слоте). Также будет поддерживаться кроссплатформенная игра и кроссплатформенный прогресс. Кроме того, система развития для многопользовательской игры будет интегрирована с Call of Duty: Warzone, это означает, что шестерни и оружие, разблокированные в Cold War, можно использовать в Warzone и Modern Warfare (2019) и наоборот.

### Зомби
«Black Ops Cold War» «Zombies» представляет новую сюжетную линию под названием «Dark Aether» (дословно: «Тёмный эфир»), которая расширяет исходную историю Aether, завершённую в «Call of Duty: Black Ops 4», а также связана с основным повествованием кампании. Вместо того, чтобы играть в качестве предопределённых персонажей, игроки могут взять на себя роль персонажей-операторов из сетевой игры в составе группы реагирования ЦРУ под кодовым названием «Requiem» («Реквием»). Прогресс и загрузки из многопользовательской игры делятся с зомби, так как игроки могут использовать любое оружие, чтобы начать матч с зомби, наряду с оружейником, счетами и полевыми обновлениями, в дополнение к механизмам возврата, таким как покупка стен, Mystery Box, Pack-a-Punch и прошлые любимые перки фанатов. Впервые в «Зомби» игроки могут выбрать карты «exfil» («эвакуация»), что поставит их в сложную волну с увеличенным количеством врагов, с которыми они должны выжить, прежде чем смогут сбежать. Коллекционные данные также разбросаны по игровым картам, что позволяет игрокам отслеживать и раскрывать основную историю по мере их продвижения. Новый игровой режим, Zombies Onslaught, доступен исключительно для игроков PlayStation до 1 ноября 2021 года. В этом режиме, который используется на многопользовательских картах, до 2 игроков защищают области, ограниченные сферой Тёмного эфира, которая должна питаться за счёт убийств зомби. Достаточное количество убийств переместит шар на новые позиции, вынуждая игроков двигаться или умирать за пределами зоны защиты шара.

## Сюжет
Основные действия игры происходят в 1981 году, между событиями Black Ops и Black Ops 2. Также некоторые эпизоды игры будут происходить в 1968 году, во время войны во Вьетнаме.
Президент Рональд Рейган узнаёт о советском шпионе Персее, который стремится нарушить баланс сил и изменить ход истории. Для пресечения его деятельности был создан отряд под руководством агента ЦРУ Рассела Адлера, куда входят персонажи предыдущих частей Black Ops: Алекс Мэйсон, Фрэнк Вудс и Джейсон Хадсон.
События игры разворачиваются по всему миру: в Северной Америке, Турции, Вьетнаме, СССР, Восточном Берлине.
В 1981 году Рассел Адлер, Алекс Мэйсон и Фрэнк Вудс были отправлены на поиски Касима Джавади и Араша Кадивара, ответственных за иранский кризис с заложниками. Благодаря разведданным, полученным в результате допроса Касима, группа выслеживает Араша в Турции. Араш признаётся, что Персей был ответственен за кризис с заложниками. Президент США Рональд Рейган узнаёт о Персее и угрозе, которую он представляет для Соединённых Штатов, и санкционирует «чёрную операцию» по его поиску. Джейсон Хадсон и Адлер завербовали Мэйсона, Вудса, Лоуренса Симса, агента МИ-6 Хелен Парк и агента, известного только под позывным «Белл».
В ходе расследования группа выясняет, что Персей внедрился в операцию «Зелёный свет», сверхсекретную американскую программу, которая тайно устанавливала нейтронные бомбы в каждом крупном европейском городе, чтобы остановить возможное советское вторжение. Опасаясь, что Персей будет использовать сеть спящих агентов Никиты Драговича, команда проникает в штаб-квартиру КГБ, чтобы получить список спящих агентов. Команда узнаёт, что учёный операции «Зелёный свет» — один из спящих агентов, который впоследствии сбежал на Кубу. Команда отправляется туда, но нерасторопность Белла при эвакуации приводит к смерти Лазаря либо Парк (в зависимости от выбора игрока). Тем не менее, отряд узнаёт, что Персею удалось украсть коды детонации для каждой бомбы «Зелёного света». Это означает, что он может уничтожить всю Европу и возложить вину на Соединённые Штаты Америки.
После спасения, Белл оказывается на самом деле вторым человеком Персея, которого Араш застрелил в Турции из зависти. Белл был найден Адлером, ему промыли мозги, заставив поверить, что он был агентом ЦРУ и товарищем Адлера. Когда к Белл вернулась память, Адлер расспрашивает его о местонахождении штаб-квартиры Персея. Игрок должен сделать выбор: сохранить верность Персею и солгать Адлеру, или предать Персея и выдать его местонахождение.

### Концовки
1 Концовка: Белл предает Персея и помогает ЦРУ. В этом случае команда нападает на штаб Персея на Соловецких островах и уничтожает передатчики, необходимые для отправки сигнала детонации. После провала операции «Зелёный свет» Персей скроется. Адлер поклянётся продолжать преследовать его и уничтожить его шпионскую сеть. Позже Адлер выведет Белл на приватную беседу и поблагодарит за помощь, уверяя, что они решили выступить против Персея по собственной воле, и что они — герои. Затем Адлер признаёт, что Белл должен быть устранён как «свободный конец». После этого герои одновременно вытащат пистолеты и направят друг на друга. Затем происходят два выстрела.
2 Концовка: Белл решает остаться верным Персею. В этом случае герой сообщит ложное место штаба Персея — станцию «Дуга-2». Если не предупредить об этом Персея через радио, то приехав на место, после недолгого разговора Белл будет казнён Адлером, и ядерные бомбы всё равно будут взорваны.
3 Концовка: Если же Белл предупредит Персея, советские войска выйдут из засады и начнут перестрелку с командой Адлера. После убийства всех бывших союзников, Белл, заходя в главное здание, убьёт Адлера, после чего Персей даст ему возможность активировать ядерные заряды. Европа будет уничтожена ядерными взрывами, а общественность будет считать виновником произошедшего Соединённые Штаты Америки. ЦРУ будет вынуждено стереть следы существования Адлера и его команды в целях сокрытия участия Соединённых Штатов в операции «Зелёный свет».
В эпилоге Персей сообщит Беллу о необходимости устранения «бесхребетного» Касима Джавади (если он выжил в начале игры) и спасения Антона Волкова либо его устранения, если тот сломался. Персей похвалит Белла за расправу над командой, после чего скажет, что его агенты в Европе воспользуются хаосом, чтобы проникнуть в каждое европейское правительство и обратить их против США, в то время как его агенты в Соединённых Штатах будут продолжать подрывать страну изнутри.

## Разработка
18 мая 2019 года сайт Kotaku сообщил, что между студиями Sledgehammer Games и Raven Software произошёл конфликт, связанный с разногласиями по поводу разработки новой Call of Duty в сеттинге Холодной войны. Из-за данного конфликта Activision приняла решение передать разработку игры студии Treyarch, в то время как Sledgehammer и Raven будут лишь помогать с разработкой.
4 августа 2020 года издатель Activision в своём финансовом отчёте за второй квартал 2020 года подтвердил, что в 2020 году должна выйти новая игра серии Call of Duty и что игру разрабатывают Treyarch и Raven Software. Black Ops Cold War будет тесно связана с Call of Duty: Warzone.
После официального анонса игры стало известно, что студия Treyarch будет отвечать за мультиплеер, а студия Raven Software — за сюжетную кампанию.
30 сентября 2020 года был представлен режим с зомби, который расскажет новую историю, частично связанную с предыдущими частями серии.

## Отзывы
Игра получила положительные отзывы от критиков. На Metacritic игра получила 76 баллов из 100. Критики отмечали весёлую одиночную кампанию, но отметили, что мультиплеер стал хуже чем в Call of Duty: Modern Warfare (2019).